# Rödockragrav

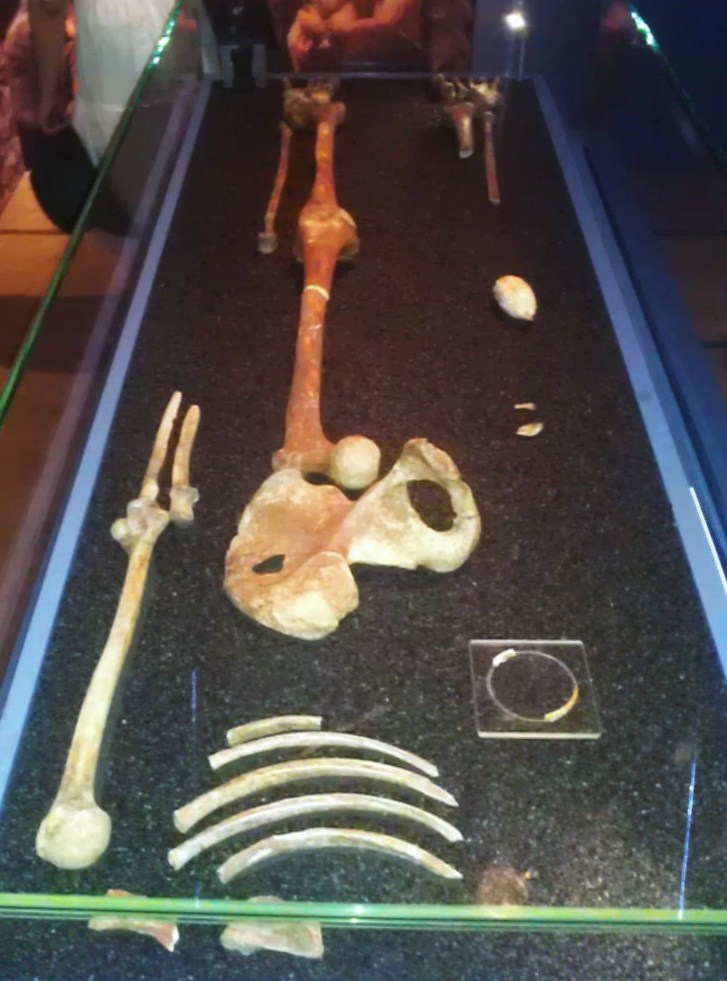
Den röda damen från Paviland är ett ungefär 30 000 år gammalt skelett färgat av rödockra som hittades av William Buckland i en grotta i södra Wales 1823.

Rödockragrav är en grav från stenåldern i vilken den döde täckts med ett lager rödockra. 
I Finland förekom bruket främst under kamkeramisk tid. Gravarna har oftast samlats i gravfält på boplatserna eller i deras omedelbara närhet, de kan i vissa fall även vara placerade under hyddornas golv. Det föremålsbestånd man finner i gravarna är både rikt och omväxlande och omfattar såväl smycken som bruksföremål, bland annat hängsmycken av bärnsten, skifferhängen, skifferringar, pilspetsar och skrapor av flinta; lerkärl är dock sällsynta.
Användningen av rödockra i stenåldernsgravar är ett gammalt bruk som förekom redan under den tidigaste stenåldern i Syd- och Mellaneuropa. Ockran består av järnhaltig lera, vars röda färg förstärkts genom upphettning. Den finns i naturen, till exempel kring källor, och har även använts för andra ändamål, till exempel för hällmålningar, kanske även för målning av kroppen. Ockran hade en symbolisk innebörd, den kan ha symboliserat blodets och livets färg, och genom att strö ockra över den döde har man kanske velat återskänka denne livets färg och därigenom trygga hans fortsatta liv i graven.
Gravarnas antal på boplatserna visar tydligt, att endast en del av befolkningen erhöll sin sista viloplats i en ockragrav; kanske samfundets mest betydande medlemmar, familjens huvudmän - vilka hierarkiskt sett stod högst. Det bör alltså även ha funnits enkla gravar utan ockra, vilka emellertid är svåra att upptäcka.